# ويكيسترات
ويكيسترات (Wikistrat Inc.) شركة متخصصة في التحليل الجيوستراتيجي و استشارات المشروعات التجارية أسّسها جويل زامل و دانيال غرين في إسرائيل سنة 2010 و مقرّها في الولايات المتّحدة الأمريكية، و هي تصف نفسها بكونها أوّل شركة استشارات تعمل بأسلوب التعهيد الجماعي من شبكة عالمية من الخبراء في مختلف المجالات.
أربعة و سبعون في المئة من عوائد الشركة حصلت من عملائها من الحكومات الأجنبية، و منها حكومة الولايات المتحدة الأمريكية و حكومة الإمارات العربية المتّحدة، تليها شركة المحاسبات البريطانية الأمريكية دِلِوْوِتْ.، و وفق موقع التحليلات Forensic News فإنّ عوائد الشركة السنوية قد فاقت مبلغ مشة مليون دولار سنة 2019.
المدير التنفيذي للشركة هو أورِن كِسلَر، و هو المنصب الذي شغله قبله إلعَد شافَر الذي كان قد حلّ محلّ زامل و مديرها لتقنية المعلوماتية كان دانيال غرين الذي يشغل حاليا منصب المستشار الفني، و كبيرة المحللين فيها هي الصحفية الاستقصائية ليسا دَفتَري. فيما سبق كان ضابط الاستخبارات الإسرائيلي السابق شاي هِرشكوفِتس يشغل منصب مدير الاستراتيجية في الشركة.

## المحللون
عوضا عن توظيف محللين دائمين فإن شركة ويكيسترات تعمل من خلال شبكة من مئات الأكاديميين و الاستشاريين و الصحافيين و ضباط الجيش المتقاعدين و الموظفين الحكوميين السابقين، و الذين يُدعوَن للمشاركة في المشروعات ذات الجوانب المتعلقة بمجالات تخصّصهم، وتدفع الشركة لكل منهم مقابل وقته، و لكل محلّل رفض أو قبول العمل في كل مشروع بحثي.
تستخدم الشركة أسلوب اللعبَنة لتحفيز مشاركة المحلّلين. فحسب تصريح جويل زامل سنة 2013 إن «[منصة ويكيسترات] تشغّل محرك لَعبَنة أنشأناه لتحفيز المحللين بطريق ترتيبهم في مستويات مختلفة حسب قيمة العمل الذي يُنجزونه من خلال المنصة، و المنصة تكافئهم فوريًّا، كما أننا نتتبّع نشاط المحللين ونشجّعهم على بذل الوقت و الجهد في التحليل بطريقة الويكي.»

## مسابقة التحليل الاستراتيجي الكبرى سنة 2011
فيما بين شهري يونيو و يوليو سنة 2011 استضافت شركة ويكيسترات «المسابقة الاستراتيجية العالمية الكبرى» بهدف تجربة منهاج الشركة التعاوني التنافسي، و فيها شارك أكثر من ثلاثين فريقا من الحصالين على شهادات الماجستير و الدكتوراة من جامعات و مراكز بحثية مختلفة لمدة شهر حاكوا خلالها ثلاثين دولة. و كان من ضمن المشاركين منتدى الدفاع البريطاني، و مركز العلاقات الدولية في كلية التعليم المستمر و المهني في جامعة يورك، و كلية پاترسُن للدبلوماسية و التجارة الدولية في جامعة كنتاكي، و كلية الخدمة الخارجية في جامعة جورجتاون، و جامعة سَسِكس، حيث فاز بالجائزة و قدرها عشرة آلاف دولار فريق كلية الدراسات العليا في السياسة و الاقتصاد في جامعة كليرمونت.
في مخرجات المسابقة، تنبّأ فريق جامعة نيويورك بأنّ روسيا ستُضطر في وقت ما إلى الاعتماد على مقدّمي خدمة خارجيين لضمان أمنها و ذلك إذا تواصل انخفاض عدد السكان فيها، و إذا تواصل اعتمادها الكبير على تصدير السلع، كما حاجج المشاركون من معهد دراسات السلام و النزاع بأنّ الهند تعمل على تفكُّك باكستان، مُعتبرين أنّ انهيار جارة الهند المسلمة مقوِّم أساسي في مأسسة علاقة الهند بالولايات المتحدة. و رأى المشاركون من جامعة سَسِكس أن كوريا الشمالية ستنهار بدون دعم الصين و أنّ عليها تنويع حلفائها. و لقد تفاجأ منظمو المسابقة بدرجة جدّية المشاركين في المسابقة.

## التغطية الإعلامية
في سنة 2010 أجرت الشركة محاكاة لموت دكتاتور كوريا الشمالية كيم يونغ-إل استعرضت نتائجها قناة سي إن إن و مجلة تايم الأمريكيتان و كذلك دورية World Politics Review بعد موت كيم فعليا أواخر سنة 2011.
كما أجرت سنة 2013 محاكاة لصالح قيادة القوات الأمريكية في أفريقيا (AFRICOM) للتنبؤ بمستقبل تهريب المخدرات في ساحل أفريقيا الشرقي.
و في سناير 2014 تنبّأ محلّلو الشركة بتنامي حركة انفصالية في شبه جزيرة القرم ساعية إلى الانضمام إلى روسيا، و هو ما حدث فعليًّا في مارس 2014 مما حثّ المجلة السبرانية InformationWeek على نشر ما معناه أن «ويكيسترات قد تفوّقت على المخابرات الأمريكية»

## انتخابات الرئاسة الأمريكية سنة 2016
سنة 2015 أجرت شركة ويكيسترات محاكَيات في إطار مشروع عنوانه «المرتزقة السبرانيون» لفهم الكيفية التي قد يُمكن بها لفاعلين سبرانيين روس التأثير على حملة انتخابات الرئاسة الأمريكية، و قد أبلغت نتائج تلك المحاكيات إلى دونالد ترمب الابن سنة 2016.
كما عقدت شركة أخرى يملكها زامل و هي شركة بساي غروب (Psy Group) شراكة مع شركة كامبردج أنلتكا للتقدم سويَّا في مناقصات تعاقدات أجرتها الحكومة الأمريكية سنة 2016 بعد فوز ترمب.
المحقق القضائي الخاص الأمريكي روبرت مولر الذي حقّق في تدخل روسيا في الانتخابات الأمريكية سنة 2016 حقّق مع مؤسِّس ويكيسترات جويل زامل في شأن علاقته بجورج نادر و هو أحد الشهود المتعاونين في التحقيق القضائي الخاص، كما سأله كذلك عن عمل الشركة.
كما التقي دونالد ترمب بجويل زامل و جورج نادر و إرِك برنس مؤسسة شركة الحرب الخاصة بلاك ووتر في عمارة ترمب في أغسطس 2016، و يُتداول أن مداولاتهم تضمّنت عرضًا من زامل إلى ترمب باستخدام الشبكات الاجتماعية السبرانية لأغراض سياسية.
يوم 5 أبريل 2019 أرسلت لجنة الاستخبارات في مجلس الشيوخ الأمريكي رسالة إلى والتر سوريانو مالك شركة USG Security Limited ذات المقرّات في بريطانيا و إسرائيل بشأن تواصله مع بول مَنَفورت و ميكائيل فْلِن و شركة بساي غروب و ويكيسترات و شركة بلاك كيوب و شركة أوربِس للاستخبارات التجارية.

## جمال حاشقجي
ورد في رسالة بالريد الإلكتروني أرسلها أورِن كِسلَر إلى موظف في شركة ويكيسترات في يوليو 2018 أن جمال خاشقجي يعمل في الشركة إلا أنه بعد مقتل خاشقجي أنكر كِسلَر في رسالة أخرى أن خاشقجي عمل في شركة ويكيسترات نهائيا.، و في أواخر سنة 2019 اقرّت شركة ويكيسترات لموقع فورنسك نيوز بأنّ خاشقجي قد عمل لحساب الشركة بالفعل.، و وفق مقالات منشورة في كلٍّ من The Daily Beast و نيويورك تايمز فإنّ مؤسِّس ويكيسترات جويل زامل قد التقى أحمد العسيري في أوائل سنة 2017 للتباحث في عمليات سريّة لزعزعة استقرار إيران.، و في إحدى تلك اللقاءات نوقشت مسألة اغتيال المعارضين بطريق عمليّات سريّة، و وفق محامي زامل فإن جويل قد رفض الاشتراك في عمليات قتل.
.